# Eurymeros tumespiraculum
Eurymeros tumespiraculum är en stekelart som beskrevs av Bhat 1980. Eurymeros tumespiraculum ingår i släktet Eurymeros och familjen bracksteklar. Inga underarter finns listade i Catalogue of Life.